# Vier Nächte mit Anna
Vier Nächte mit Anna ist ein Film des polnischen Regisseurs Jerzy Skolimowski aus dem Jahr 2008 mit den Schauspielern Arturo Steranko und Kinga Preis.

## Handlung
Leon Okrasa, ein ehemaliger Gefangener, lebt in einer polnischen Kleinstadt. Dort arbeitet er im Krematorium eines Spitals. Leon ist zu schüchtern, um seinem täglichen Gegenüber – der Krankenschwester Anna, die Opfer einer Vergewaltigung wurde – in die Augen zu schauen und ihr seine Liebe zu gestehen. Er steigt stattdessen des Nachts in ihre Wohnung ein, während sie betäubt durch Tabletten schläft. So kann er bei seiner Angebeteten sein. Er putzt ihre Wohnung nach einer Party, zu der er nicht eingeladen wurde, schließt Freundschaft mit ihrer Katze, flickt ihre Krankenschwester-Uniform oder malt ihre Nägel an. Wir erleben die Geschichte einer mysteriösen Liebe, die sich nicht äußern kann.

## Hintergrund
Als Skolimowski dringend ein vertraglich zugesichertes Drehbuch abliefern musste, erinnerte er sich an eine kleine Notiz in einer Zeitung, in der von einem Koreaner berichtet wird, der des Nachts in die Wohnung seiner Angebeteten schlich.

## Auszeichnungen
- Polnisches Filmfestival Gdynia 2008
  - Beste Ausstattung: Marek Zawierucha[1][2][3]
  - Bester Sound: Federic de Ravignan, Philippe Lauliac, Gerard Rousseau[1][2][3]
  - Spezialerwähnung der Jury für die Regie: Jerzy Skolimowski[1][2][3]

- Tokyo International Film Festival 2008
  - Spezialpreis der Jury: Jerzy Skolimowski[3][4]

- Polnischer Filmpreis 2009
  - Beste Regie: Jerzy Skolimowski[3][5]
  - Beste Kamera: Adam Sikora[3][5]